# Alexander (série télévisée d'animation)
Pour les articles homonymes, voir Alexander.
Alexander (アレクサンダー戦記, Arekusandā senki) est une série d'animation de science-fiction en 13 épisodes sortie en 1999 et dont l'intrigue s'inspire librement de la vie d'Alexandre le Grand. C'est une coproduction hong-kongaise, sud-coréenne et japonaise.

## Résumé
Alors qu'elle est sur le point d'accoucher, la reine Olympias, épouse de Philippe II de Macédoine, reçoit une prophétie selon laquelle son fils, Alexandre, provoquera l'apocalypse. Devenu jeune homme, Alexandre doit faire face à de nombreux complots et machinations à la cour de Macédoine, y compris ceux de son propre père, pour accéder au pouvoir royal et réaliser ses projets de conquête du monde.

## Fiche technique
- Titres :  Japon Alexander Senki,  France Alexander ou Alexander : L'Odyssée d'Alexandre le Grand  États-Unis Reign : The Conqueror[1]
- Réalisation : Yoshinori Kanemori
- Scénaristes : Hiroshi Aramata, Sadayuki Murai
- Conception des personnages : Peter Chung
- Musique : Benjamin Chan, Stuart J. Levy
- Producteurs : Jennifer Wagner, Haruki Kadokawa
- Sociétés de production : CCHTV, Dr. Movie, Film Workshop, KBS Productions, Mad House, NHK
- Distributeurs : CCHTV, Cartoon Network, Fuji Television Network, Monte Carlo Productions, Star Max
- Année de production : 1997 (Hong Kong)
- Diffusions : 1999 (Japon), 2003 (États-Unis)
- Nombre d'épisodes : 13
- Durée d'un épisode : 25 minutes

## Doublage
| Personnages | Voix japonaises     | Voix françaises     |
| ----------- | ------------------- | ------------------- |
| Alexandre   | Toshihiko Seki      | Pascal Germain      |
| Roxanne     | Yuko Minaguchi      | Adeline Moreau      |
| Eurydice    | Satsuki Yukino      | Anne-Sophie Charron |
| Darius      | Kōichi Yamadera     | Arnaud Arbessier    |
| Philotas    | Kōsuke Meguro       | Didier Cherbuy      |
| Cassandra   | Atsuko Tanaka       | Dominique Vallée    |
| Cleytos     | Hōchū Ōtsuka        | Eric Peter          |
| Hesphestion | Kōji Tsujitani      | Fabien Briche       |
| Aristote    | Nachi Nozawa        | Olivier Hémon       |
| Ptolémée    | Shūichi Ikeda       | Thierry Bourdon     |
| Demosthene  | Takayuki Sugo       | Cyrille Artaux      |
| Philippe    | Yoshisada Sakaguchi | Jean-Michel Canone  |
| Diogène     | Kazuo Kumakura      | Michel Tugot-Doris  |
| Olympias    | Junko Mashina       | Nathalie Bleynie    |
| Antiparos   | Tamio Ōki           | Olivier Hémon       |
| Attalos     | Takeshi Aono        | Pascal Montségur    |
| Parménion   | Tadashi Nakamura    | Patrice Melennec    |
| Zalwari     | Kōji Ishii          | Taric Mehani        |
| Dinocrate   | Ryusei Nakao        | Thierry Kazazian    |
| Antigonos   | Daisuke Gōri        | Yann Pichon         |

## Épisodes
| No | Titre français                                                                  | Titre japonais            | Titre japonais          | Date de 1re diffusion |
| No | Titre français                                                                  | Kanji                     | Rōmaji                  | Date de 1re diffusion |
| -- | ------------------------------------------------------------------------------- | ------------------------- | ----------------------- | --------------------- |
| 1  | Acte I : Une prophétie est née en ce jour (Act I: A Prophecy Born This Day)     | Act.1:魔王誕生            |                         | 14 septembre 1999     |
| 2  | Acte II : Le tonnerre de la bataille (Act II: The Thunder of Battle)            | Act.2:陰謀の序曲          |                         | 21 septembre 1999     |
| 3  | Acte III : Un échec diplomatique (Act III: A Failure of Diplomacy)              | Act.3:魔王邂逅            |                         | 28 septembre 1999     |
| 4  | Acte IV : Ascension vers le trône (Act IV: Ascension to the Throne)             | Act.4:暗殺の音階          |                         | 5 octobre 1999        |
| 5  | Acte V : Dieu créateur (Act V: God of Creation)                                 | Act.5:狂えるソクラテス    |                         | 12 octobre 1999       |
| 6  | Acte VI : Le Secret de Samothrace (Act VI: Secret of Samothrace)                | Act.6:サモトラケの魔女    |                         | 19 octobre 1999       |
| 7  | Acte VII : Le Nœud gordien (Act VII: The Gordian Knot)                          | Act.7:ゴルディオのきびき  | Act 7: Gordio no Kibiki | 26 octobre 1999       |
| 8  | Acte VIII : Ici s'érigera Alexandrie (Act VIII: Here Shall Stand Alexandria)    | Act.8:魔都彷徨            |                         | 2 novembre 1999       |
| 9  | Acte IX : L'Oracle d'Ammon (Act IX: The Oracle of Ammon)                        | Act.9:アモンの神託        |                         | 9 novembre 1999       |
| 10 | Acte X : La Perse tombera (Act X: Persia Shall Fall)                            | Act.10:ガウガメラの死闘   |                         | 16 novembre 1999      |
| 11 | Acte XI : L'Unification avant la division (Act XI: Unification Before Division) | Act.11:ペルセポリスの炎上 |                         | 23 novembre 1999      |
| 12 | Acte XII : Les Vaincus se relèvent (Act XII: The Vanquished Arise)              | Act.12:虐殺行             |                         | 30 novembre 1999      |
| 13 | Acte XIII : Catharsis (Act XIII: Catharsis)                                     | Act.13:カタルシス         |                         | 7 décembre 1999       |

## Long-métrage
Un long-métrage, Alexander Senki - le film (Alexander: The Movie), d'une durée de 90 minutes, a été réalisé en 2000 par Yoshinori Kanemori et Rintarō.